# Космос 1074
Космос 1074 е съветски безпилотен космически кораб от типа „Союз Т“.

## Предистория
Това вторият кораб (с производствен № 5L) от модификацията Союз Т (Союз 7К-СТ). Тя е разработена на базата на Союз 7К-С и е предназначена за провеждане на технически експерименти и изследвания в автономен полет с възможност за създаване с минимални доработки на различни модификации с различно предназначение.
В периода 1974 – 1976 година са извършени три полета с базовия Союз С. След тяхното провеждане програмата е спряна. Решено е корабите да се разработват само в транспортен вариант, наречен „Союз Т“ (Союз 7К-СТ). Модернизацията на бордовите системи позволява екипажът да се увеличи до трима души.
Разработени са нови спасителни средства за екипажа при разхерметизация на корпуса. Първоанчално се предвиждали два автономни полета в автоматичен вариант и един със скачване със станцията Салют-6. В края на 1978 г. програмата е променена и е решено да се проведат два автоматични и два пилотирани полета, като първият да е с продължителност 90 денонощия с цел изпитания на ресурсите на кораба. Вторият се предвиждал да се скачи автоматично със станцията Салют-6.

## Полет
На 31 януари 1979 г. е успешно изведен в орбита „Космос 1074“, с който приключват автоматичните изпитания на модификацията. Вместо планираните 90 апаратът прекарва в космоса около 60 денонощия. Това се случва след като отказва единият от двата дешифратора на командната радиолиния на кораба.